# HighTone Records
HighTone Records fue una compañía discográfica independiente norteamericana con sede en Oakland (California). El sello se especializó en música folclórica de Estados Unidos, abarcando géneros como el country, rockabilly, western swing, blues y gospel.
HighTone fue creada por Larry Sloven y Bruce Bromberg en 1983. El primer lanzamiento del sello fue Bad Influence del guitarrista Robert Cray. En 1984 publicó el álbum debut de Frankie Lee, The Ladies and the Babies. Algunos de los mayores éxitos de la etiqueta a finales de los 80 se debieron a la leyenda del blues Joe Louis Walker que publicó Cold is the Night y The Gift.
Entre 1995 y 2000, el sello publicó tres álbumes de James Armstrong (Sleeping with a Stranger, Dark Night y Got It Goin' On), así como los tres primeros trabajos de Dale Watson. Entre 1997 y 2005 se reeditó parte del antiguo catálogo de High Water Recording Company en formato CD. En 1997, Clara McDaniel publicó su álbum debut, Unwanted Child.
En septiembre de 2006 publicó una caja recopilatoria de cinco CD titulada American Music: The HighTone Records Story, con una recopilación de las más importantes grabaciones del sello discográfico. En 2008 la compañía cerró y vendió su extenso catálogo a Concord Bicycle Music